# Irene Cabrera Lorenzo
Irene Cabrera Lorenzo (Santa Cruz de Tenerife, 20 de diciembre de 1982) es una exjugadora de voleibol y diseñadora gráfica española. Cuenta con uno de los mejores palmarés del voleibol femenino español.

## Biografía
Irene Cabrera es hija de Zoraida Lorenzo Quintana y Quico Cabrera, presidente del Club Voleibol Tenerife. Desde pequeña vivió en casa la pasión por el deporte, probó diferentes disciplinas, decantándose por el voleibol al que dedicó 30 años de carrera entre las categorías inferiores y ya luego como profesional. Su posición en la pista era la de colocadora. Estudió diseño gráfico en BAU Centro Universitario de Artes y Diseño de Barcelona.
En su trayectoria profesional como jugadora pasó por diferentes equipos: Club Voleibol Tenerife (único equipo español en ganar una Final Four europea en 2004), FC Barcelona, Club Voleibol Sant Cugat, Club Voleibol Viladecans, entre otros. En esos equipos coincidió con jugadoras como Maurizia Cacciatori, Magaly Carvajal, Elena Godina o Marina Dubinina. Además de haber jugado en diferentes torneos nacionales de voleibol playa.

## Distinciones
- 7 Copas de la Reina
- 5 Superliga de España
- 1 Supercopa de España
- Jugadora española más joven (14 años) en jugar un partido de Liga Europea.
- Jugadora española más joven (16 años) en jugar una Final Four Europea.